# Proameira signata
Proameira signata är en kräftdjursart som beskrevs av Por 1964. Proameira signata ingår i släktet Proameira och familjen Ameiridae. Inga underarter finns listade i Catalogue of Life.